# Borsele
Borsele (anhörenⓘ) ist eine Gemeinde auf der Halbinsel Zuid-Beveland, die am Nordufer der Westerschelde in der niederländischen Provinz Zeeland liegt. Die Gemeinde hatte am 1. Januar 2025 laut Angabe des CBS 23.127 Einwohner und hat eine Fläche von 194,52 km², davon 53,05 km² Wasserflächen. Der Name der Gemeinde wird mit einem einzelnen „s“ geschrieben und sollte nicht mit dem des Ortsteils Borssele verwechselt werden, der mit (doppeltem) „ss“ geschrieben wird und zur Gemeinde gehört.

## Geschichte
Nach Überschwemmungen im 16. Jahrhundert wurde das Poldergebiet um das Dorf Borssele im folgenden Jahrhundert neu eingedeicht und rechtwinklig parzelliert. Die rechteckige Anlage des alten Dorfes Borssele wurde auf Pläne des Mathematikers Simon Stevin aus dem Jahr 1616 zurückgeführt, doch gilt nach neueren Untersuchungen Cornelis Soetwater als verantwortlicher Stadtplaner.
Am 26. Oktober 1944 landeten Truppen des schottischen 52. Lowlanddivison am Scheldeoord bei Baarland um Süd-Beveland von der deutschen Besatzung zu befreien.
Seit März 2003 besitzt Borsele eine feste Verbindung mit dem anderen Ufer der Schelde: der Westerscheldetunnel verbindet Ellewoutsdijk mit Terneuzen.

## Bauwerke
- Gotische Mariakerk (Nisse)
- Gotische Sint Eligiuskerk (Oudelande)
- Kerkje van Ellesdiek

## Politik

### Sitzverteilung im Gemeinderat
Der Gemeinderat wird seit 1982 folgendermaßen gebildet:
| Partei                  | Sitze | Sitze | Sitze | Sitze | Sitze | Sitze | Sitze | Sitze | Sitze | Sitze | Sitze |
| Partei                  | 1982  | 1986  | 1990  | 1994  | 1998  | 2002  | 2006  | 2010  | 2014  | 2018  | 2022  |
| ----------------------- | ----- | ----- | ----- | ----- | ----- | ----- | ----- | ----- | ----- | ----- | ----- |
| Lokale Partij Borsele   | –     | –     | –     | –     | –     | 2     | 2     | 3     | 3     | 3     | 5     |
| ChristenUnie            | –     | –     | –     | –     | –     | 4     | 4     | 4     | 5     | 5     | 5     |
| SGP                     | 3     | 2     | 2     | 3     | 4     | 4     | 4     | 4     | 5     | 5     | 5     |
| RPF                     | 3     | –     | 0     | 3     | 4     | –     | –     | –     | –     | –     | –     |
| GPV                     | –     | –     | 0     | 3     | 4     | –     | –     | –     | –     | –     | –     |
| CDA                     | 7     | 7     | 7     | 6     | 5     | 6     | 6     | 5     | 5     | 5     | 5     |
| PvdA                    | 3     | 5     | 7     | 5     | 6     | 4     | 6     | 4     | 2     | 2     | 2     |
| VVD                     | 3     | 3     | 2     | 3     | 3     | 2     | 1     | 2     | 1     | 2     | 1     |
| D66                     | 0     | –     | 1     | 2     | 1     | –     | –     | 1     | 2     | 1     | 1     |
| Ouderen Politiek Actief | –     | –     | –     | –     | –     | –     | –     | –     | 1     | 1     | –     |
| GroenLinks              | –     | –     | –     | –     | –     | 1     | –     | –     | –     | –     | –     |
| Kombinatie Borsele a    | –     | 0     | –     | –     | –     | –     | –     | –     | –     | –     | –     |
| PPR                     | 1     | –     | –     | –     | –     | –     | –     | –     | –     | –     | –     |
| Progressief Borsele     | 0     | –     | –     | –     | –     | –     | –     | –     | –     | –     | –     |
| Gesamt                  | 17    | 17    | 19    | 19    | 19    | 19    | 19    | 19    | 19    | 19    | 19    |

Anmerkungen

### Politische Gliederung
Die Gemeinde besteht aus folgenden Ortsteilen (in alphabetischer Reihenfolge sortiert):
| Ort               | Einwohner |
| ----------------- | --------- |
| Baarland          | 595       |
| Borssele          | 1.485     |
| Driewegen         | 565       |
| Ellewoutsdijk     | 370       |
| Heinkenszand      | 5.520     |
| Hoedekenskerke    | 720       |
| Kwadendamme       | 965       |
| Lewedorp          | 1.810     |
| Nieuwdorp         | 1.325     |
| Nisse             | 630       |
| Oudelande         | 665       |
| Ovezande          | 1.220     |
| ’s-Gravenpolder   | 4.690     |
| ’s-Heer Abtskerke | 510       |
| ’s-Heerenhoek     | 2.045     |
| Gemeinde          | 23.115    |

1. ↑  (Stand: 1. Januar 2024)

## Wirtschaft
Zwischen dem Dorf Borssele und dem Vlissingener Sloehafens erstreckt sich ein großes Industriegebiet mit einer Aluminiumfabrik und einer Ölraffinerie. Die Gemeinde ist vor allem durch das hier am Scheldeufer gelegene Kernkraftwerk Borssele bekannt, das einzige noch in Betrieb befindliche der Niederlande.

## Geboren in Borsele
- Hans Warren (* 20. Oktober 1921; † 19. Dezember 2001), Autor
- Cornelis Johannes Priem (* 27. Oktober 1950), ehemaliger Radrennfahrer und ehemaliger Sportlicher Leiter, geboren in Ovezande
- Cees Bal (* 21. November 1951), ehemaliger Radrennfahrer, geboren in Kwadendamme